# Petronela Białas
Petronela Białas (ur. 29 czerwca 1899 w Kołacinku, zm. 26 lipca 1985), nauczycielka polska, uczestniczka tajnego nauczania, działaczka społeczna.
W 1917 ukończyła Seminarium Nauczycielskie im. Elizy Orzeszkowej w Warszawie, a cztery lata później Wyższy Kurs Nauczycielski w Warszawie ze specjalnością biologiczną. Od 1917 pracowała w zawodzie nauczycielskim. Pierwszą jej placówką była szkoła w Bądkowie koło Grójca, gdzie pracowała przez rok. W 1918 przeniosła się do Andrzejowa Duranowskiego, gdzie zaangażowała się w pracę oświatową wśród mieszkańców. Organizowała kursy dla analfabetów, prelekcje i odczyty, a także – w wiejskich stodołach – przedstawienia teatralne. Część z tych imprez przynosiła niewielkie dochody, które przeznaczała na zakup książek popularnonaukowych i beletrystycznych dla mieszkańców Andrzejowa. W obu wsiach, w których przyszło jej pracować, zmagała się z trudnościami lokalowymi, lekcje prowadziła w wynajętych izbach chłopskich.
W 1921 rozpoczęła wieloletnią pracę w szkołach na warszawskim Bródnie. Była m.in. nauczycielką w Szkole Podstawowej nr 67 oraz kierowniczką Szkoły Podstawowej nr 150. Działała w Lidze Kobiet. W latach okupacji brała udział w tajnym nauczaniu, prowadząc kilka kompletów. Uczestniczyła w ratowaniu podpalonych przez Niemców budynków szkolnych przy ulicy Białołęckiej. Jako sanitariuszka włączyła się również w pomoc powstańcom, pracowała w punkcie sanitarnym przy Białołęckiej 36.
Po wojnie kontynuowała pracę w szkołach bródnowskich; na emeryturę przeszła w 1969. Była społecznym opiekunem osieroconych dzieci, została zapamiętana jako osoba „zawsze życzliwa i uczynna dla ludzi”. Odznaczono ją m.in. Krzyżem Kawalerskim Orderu Odrodzenia Polski i Odznaką 1000-lecia Państwa Polskiego. Zmarła 26 lipca 1985, została pochowana na cmentarzu Bródnowskim.